# Rüdiger Kunze
Rüdiger Kunze (2 de septiembre de 1949) es un deportista de la RDA que compitió en remo.
Participó en los Juegos Olímpicos de Montreal 1976, obteniendo una medalla de plata en la prueba de cuatro con timonel. Ganó dos medallas en el Campeonato Mundial de Remo, oro en 1974 y plata en 1975.

## Palmarés internacional
| Juegos Olímpicos   | Juegos Olímpicos         | Juegos Olímpicos | Juegos Olímpicos   |
| Año                | Lugar                    | Medalla          | Prueba             |
| ------------------ | ------------------------ | ---------------- | ------------------ |
| 1976               | Montreal (Canadá)        | Medalla de plata | Cuatro con timonel |
| Campeonato Mundial |                          |                  |                    |
| Año                | Lugar                    | Medalla          | Prueba             |
| 1974               | Lucerna (Suiza)          | Medalla de oro   | Cuatro con timonel |
| 1975               | Nottingham (Reino Unido) | Medalla de plata | Cuatro con timonel |